# Хамарёй
Хамарёй — коммуна в фюльке Нурланн в Норвегии. Является частью региона Сальтен. Административный центр коммуны — деревня Оппейд. Хамарёй был официально признан коммуной 1 января 1838 года.

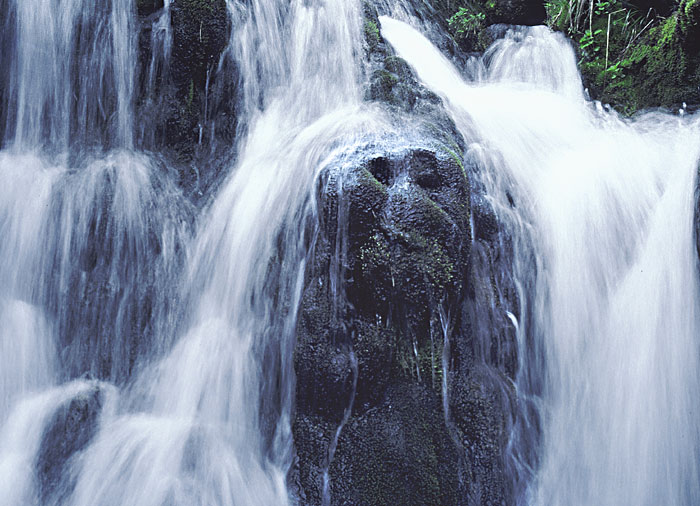
Природный троль в Хамарёйе

## Общая информация

### Название
Коммуна названа в честь бывшего острова (сейчас полуостров) Hamarøya (старонорвежский: Hamarøy), поскольку там была построена первая церковь. Первая часть названия — родительный падеж слова Höm (часть прежнего названия острова), окончание — слово Øy, означающее остров. Бывшее название острова, вероятно, связывают со словом Höm, которое означает Лапа, потому что остров имел форму лапы животного.

### Герб
У коммуны современный герб. Он был принят 19 февраля 1982 года. На гербе изображена рысь, как символ богатого животного мира в лесах коммуны.

## География

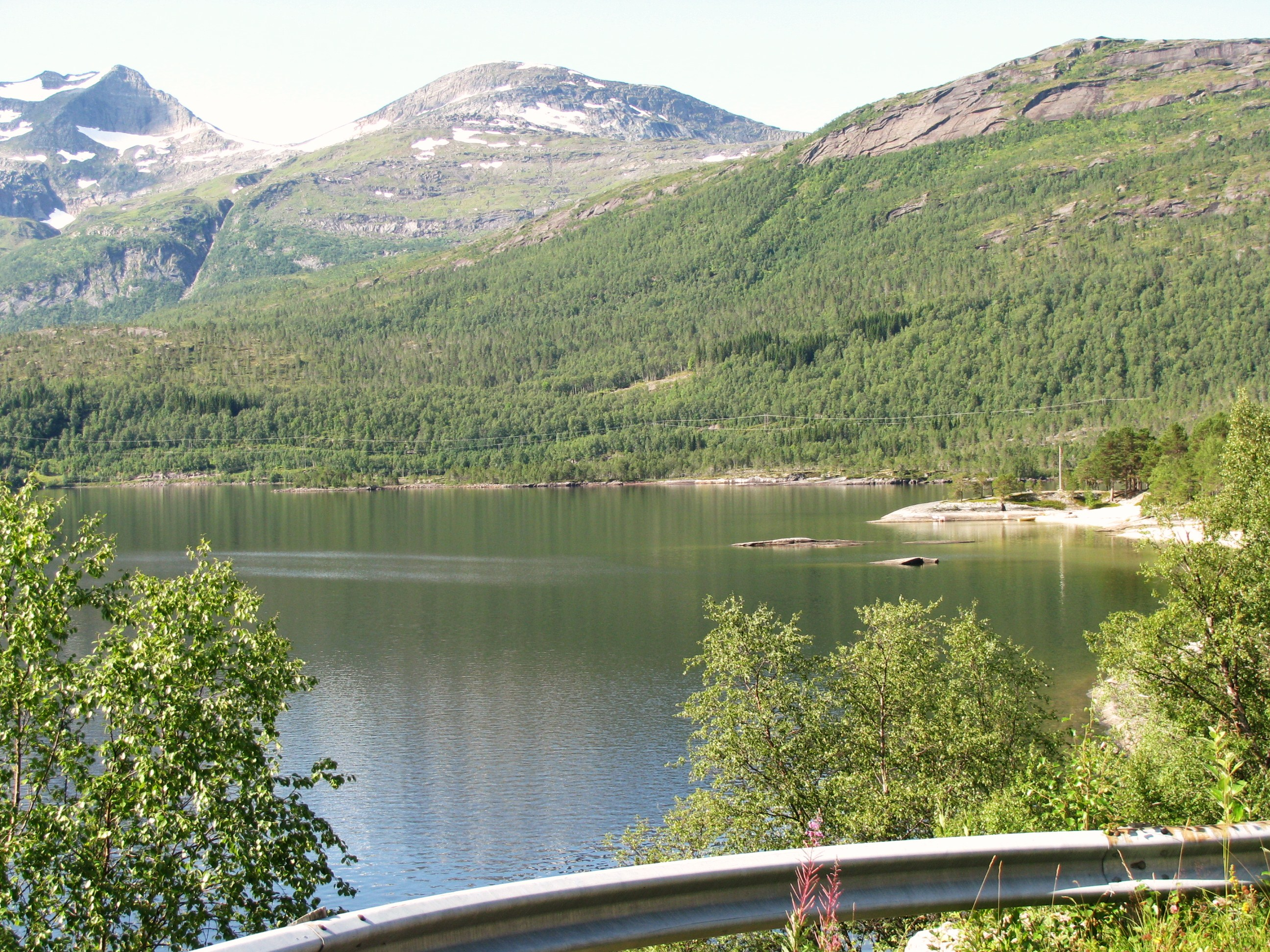
Местный пейзаж

Хамарёй граничит с коммунами Тюсфьорд на севере, Стейген на западе, Сёрфолл на юге, Вестфьорд на северо-западе и со Швецией на юго-востоке. Основная часть населения сосредоточена на полуострове.

### Природа

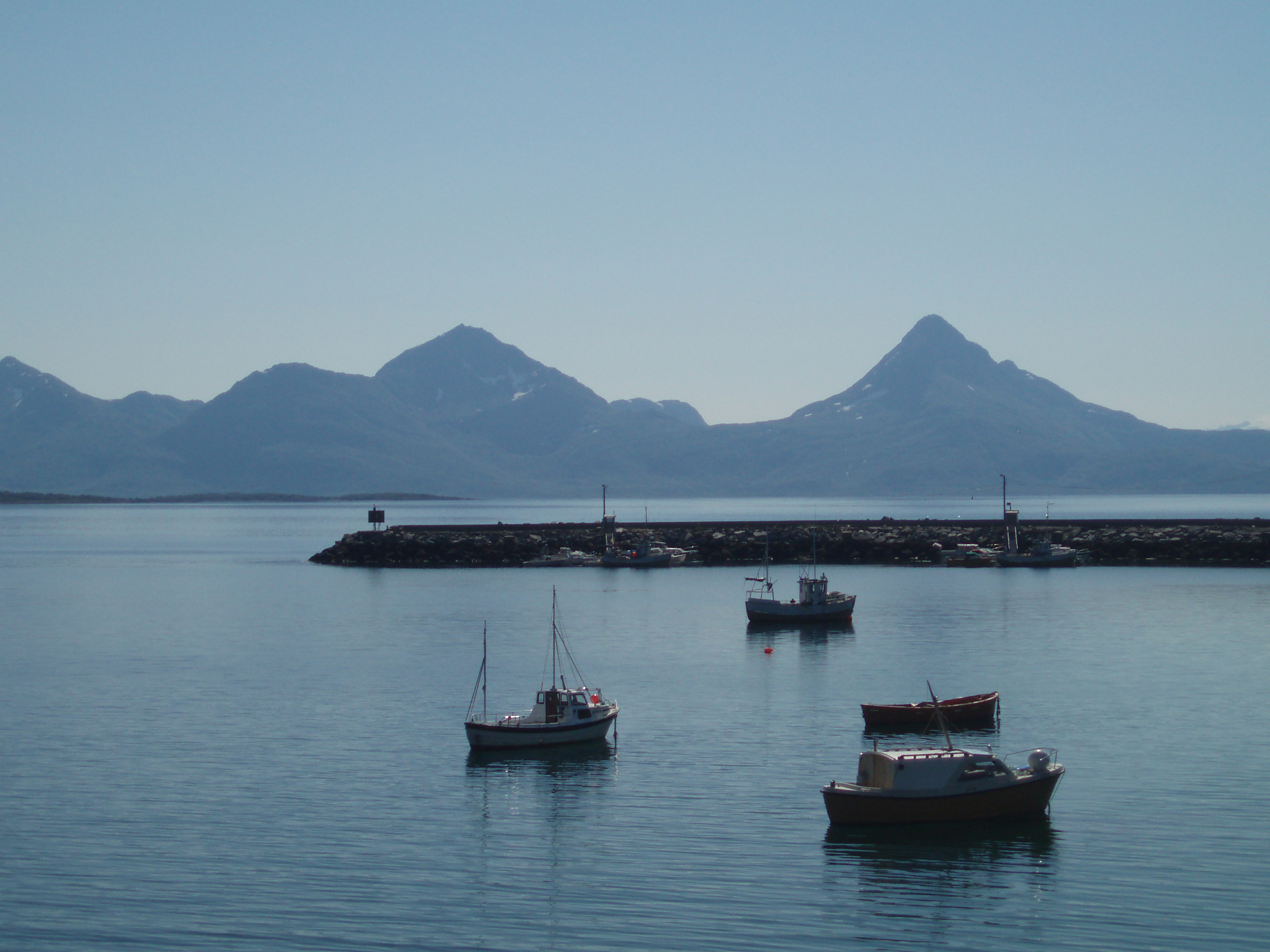
Скутивик с паромным сообщением со Свулвером

В Хамарёйе преобладают маленькие фьорды. Сосны, берёзы и осины распространены в лесах и прибрежных горах. В коммуне находятся несколько заповедников, такие как заповедник Тролльпуллен (в нем преобладают сосны и берёзы, расположен в нескольких км севернее Иннхавета), водно-болотные угодья Лиланнсватнет, эстуарий Стейнсланнсулен и заповедник Кваннсккуген, в котором находятся старые сосны и большое количество лишайников. Гора Хамарёйскафтет (норв. Hamarøyskaftet) давно рассматривается как естественный фаллический символ природы. (См. picture 1 and  picture 2).

### Климат
Самая большая температура, когда-либо зафиксированная в Нурланне составляла 33.1 °C 3 июля 1972 года на острове Финнёй в Хамарёйе.

## Транспорт
Несмотря на то, что в коммуне низкая плотность населения, через коммуну Хамарёй и её административный центр Оппейд проходит главная дорога, соединяющая Свольвер и Лофотен. Паромная переправа между Скрувой и Свольвером занимает около 2-х часов и проходит через деревню Скутвик (находящую в 15 мин езды от Оппейда). Начиная с 2008 года, расписание движения парома было значительно сокращено в связи с открытием новой дороги Лофаст.

## Экономика

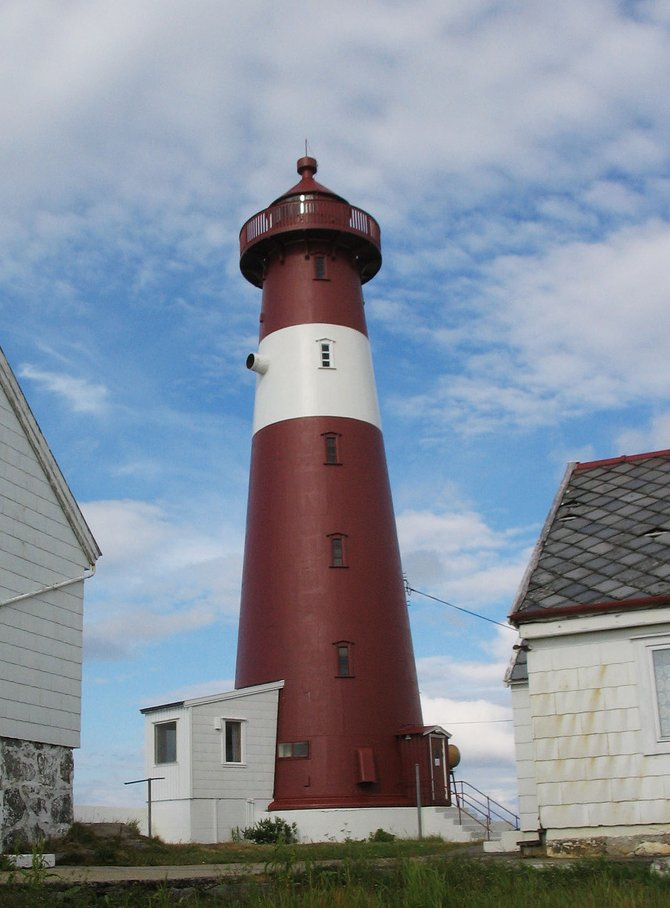
Маяк Транёй

В Оппейде находятся административный и общественный центр коммуны. Гостиница, расположенная в коммуне, так же как и живописный маяк могут быть арендованы.
Скутвик — маленькая гавань, расположенная вокруг паромного причала. В сезон высокой воды количество машин и домов на колёсах в очереди на паром может быть значительным. На местной заправочной станции Statoil находится небольшое кафе.
Каждый второй год в коммуне проходит литературный фестиваль Гамсуна. Дом, в котором прошло детство автора сейчас является Музеем Гамсуна.

## Известные жители
- в коммуне прошло детство автора Кнута Гамсуна (англ. Knut Hamsun), награждённого в 1920 году Нобелевской премией по литературе.